# See You
«See You» és el primer senzill de A Broken Frame, segon àlbum d'estudi de la banda britànica Depeche Mode. Fou composta per Martin Gore, enregistrada als Blackwing Studios i llançada l'any 29 de gener de 1982. Van realitzar dues versions de la cançó, la del senzill i l'estesa amb una introducció més llarga, que va ser inclosa finalment en l'àlbum. Fou certificat amb un disc d'argent al Regne Unit en superar les dues-centes mil còpies venudes.
La cara-B del senzill fou "Now, This Is Fun", de la qual també en van editar una versió ampliada. El videoclip de "See You" fou dirigit per Julien Temple i aparegué per primera vegada Alan Wilder. La banda no va quedar gaire satisfeta amb el resultat final i per aquest motiu no el van incloure en la compilació de videoclips Some Great Videos que van publicar l'any 1985.

## Llista de cançons
Totes les cançons foren escrites per Martin Gore.
7": Mute / 7Mute18 (Regne Unit)
1. "See You" − 3:55
2. "Now, This Is Fun" − 3:23

12": Mute / 12Mute18 (Regne Unit)
1. "See You (Extended Version)" − 4:50
2. "Now, This Is Fun (Extended Version)" − 4:45

CD: Mute / CDMute18 (Regne Unit) i Sire / Reprise 40292-2 (Estats Units, 1991 i 2004)
1. "See You (Extended Version)" − 4:50
2. "Now, This Is Fun" − 3:23
3. "Now, This Is Fun (Extended Version)" − 4:45

12": Sire 29957-0 (Estats Units)
1. "See You (Extended Version)" − 4:50
2. "Now, This Is Fun (Extended Version)" − 4:45
3. "The Meaning of Love (Fairly Odd Mix)" − 4:59
4. "See You" − 3:55